# 伊利莎伯島
伊利莎伯島是俄羅斯的島嶼，屬於法蘭士約瑟夫地群島的一部分，由阿爾漢格爾斯克州負責管轄，長3公里、寬2公里，該島北部有多個小型湖泊，最高點海拔高度121米。